# Zbigniew Wróblewski (filozof)
Zbigniew Wróblewski – polski filozof, dr hab. nauk humanistycznych, profesor uczelni Instytutu Filozofii Wydziału Filozofii Katolickiego Uniwersytetu Lubelskiego Jana Pawła II.

## Życiorys
Studiował na Wydziale Filozofii Katolickiego Uniwersytetu Lubelskiego, natomiast 7 kwietnia 2000 uzyskał doktorat za pracę pt. Koncepcja kosmologii w filozofii ekologicznej. Analiza metafilozoficzna poglądów Henryka Skolimowskiego, 14 grudnia 2010 habilitował się na podstawie oceny dorobku naukowego i pracy zatytułowanej Natura i cele. Dyskusja argumentu teleologicznego na rzecz ochrony przyrody.
Został zatrudniony na stanowisku adiunkta w Instytucie Filozofii Przyrody i Nauk Przyrodniczych, oraz objął funkcję profesora uczelni na Wydziale Filozofii Katolickiego Uniwersytetu Lubelskiego Jana Pawła II.

## Zainteresowania badawcze
Jego główne zainteresowanie badawcze obejmują filozofię ekologiczną, antropologię porównawczą oraz praktyczną filozofię przyrody. 